# 恥ずかしいか青春は
「恥ずかしいか青春は」（はずかしいかせいしゅんは）は、日本のポップ・ロック・バンドである緑黄色社会の楽曲。2024年7月9日にSony Music Labelsの社内レーベルEpic Records Japanより配信限定シングルとして発売された。作詞作曲は長屋晴子が手がけ、編曲は穴見真吾とLASTorderの共作。楽曲は、ABEMAのオリジナル恋愛番組『今日、好きになりました。夏休み編2024』の主題歌として書き下ろされ、メンバーは作品に登場する主人公たち、そして視聴者の皆さんにとっても、かけがえのない瞬間に向け背中を押すきっかけとなる楽曲でありますようにとコメントした。

## 制作背景
メンバーそれぞれが作曲した中から、長屋晴子が作った本作が選ばれた。作詞作曲を手がけた長屋は、『夏休み編2024』の主題歌であることから全体的に夏らしさや疾走感があって憧れを抱くような前向きな曲を作りたいというところから始めたとし、楽曲について「今日好き」には、きっと参加者側にも視聴者側にも“青春してる！”というイメージがあると思うんです。でも青春とひとことで言っても、表に見えているキラキラした部分だけじゃないな、と実際自分も学生時代を経て感じて。そういった部分も含めて描きたいなと思い、曲のイメージを広げていきましたねと説明している。歌詞の1行目であるぶつけたところから熟れていく果実のようにという一節は、約5〜6年前から存在しており、長屋は昔の録音を引っ張り出してきて、この1行から広げていったんですけど、結果的には今の私たちならではの視点で曲を書けたと思います。昔の自分には気付けなかったかもしれないけど、今の私たちなら「何気ない今日を忘れないでね」と言える。そういう思いが届けばいいなと思いながら書きましたと語っている。
『モデルプレス』の取材で、インタビュアーから楽曲のタイトルから問いかけになっていることについて触れられ、長屋は学生の時って馬鹿にされるようなこともあると思うんですよ。努力している人を見て「なんであんなことしてるんだよ。恥ずかしくない？」と笑う人もいたり。でも自分が大人になって思うのは、どんな時代でもどんな年齢でも、結局は何かを全力で取り組んだ人こそがかっこいいし憧れの対象になる。問題提起として問いかけるかたちで伝えられたら良いなと思いましたと語っている。また、自身がこれまでに手がけた歌詞が自分目線というか、自分に問いかけるような詞が多かったことに触れ、でも、この曲に関しては完全に問題提起をしているというか、対象がいて、そこにメッセージを投げかけるように書いていて。伝えたいことが明確にあって、答えがあって、それを投げかけている。強い意志を持った曲が書けたと思うし、この曲を書くことができたのは、これまでの経験があってこそかなと思いますと語っている。
ベーシストで本作の編曲を手がけた穴見真吾は、楽曲の配信開始に際して未来への圧倒的期待感、焦燥感。右も左も解らずぐちゃぐちゃになりそうだった青春の記憶と共に、持ち合わせる全てを録音にぶつけましたとコメントした。イントロは約20パターン作られた中から選ばれ、穴見は懐かしいロック感があって、すごくお気に入りです！と語っている。イントロについて長屋は私たちの曲は歌始まりか、ピアノの印象が強いイントロが多いんですよね。でも「恥ずかしいか青春は」はギターのイントロで荒々しい部分もあり、学生の未完成な心情の表現にもマッチしていると思いますと語っている。
ストリングスは吉田宇宙ストリングスによる演奏。穴見はストリングスを入れることは考えていて、そのうえでロックスピリットを持った感じにしたかったとし、ストリングスを演奏した吉田宇宙ストリングスについていつもライブでサポートしてくださっているのもあって、コミュニケーションが取りやすかったですと語っている。

## 評価や反響
音楽ライターの石井恵梨子は、本作を今だけの時間、今だけの仲間、この瞬間にすべてを賭ける10代の青春ソングとして、かなり汎用性が高そうな一曲と評し、本作の注目すべき点として彩りを与える滑らかなキーボード歌心の強いベースラインハンドクラップや管楽器の使い方を挙げた。
Billboard JAPANによるTikTok上における楽曲の人気を測るチャート「TikTok Weekly Top 20」では、8月14日に公開されたチャートに第19位で初登場。その後上位20位以内に在位し、チャートイン5週目で第8位を記録し、初の上位10位入りとなった。同曲が順位を上げたことについて、Billboard JAPANは『今日、好きになりました。夏休み編2024』の出演者たちが踊る動画や番組の関連動画、長屋と小林による演奏動画が拡散されたことがきっかけとしている。

## ミュージック・ビデオ
「恥ずかしいか青春は」のミュージック・ビデオは2024年7月12日に公開され、監督と編集は今原電気が手がけた。ミュージック・ビデオでは総勢40名のオーケストラと共演して長屋がタクトを振っているほか、演奏シーンや「青春の1シーン」が盛り込まれている。また、ビデオにはドラマーの比田井修、女優の鈴木釈良（バレリーナ役）らも出演している。

## 演奏披露
2024年7月14日にAichiSky Expoで開催されたスキマスイッチ主催の音楽イベント『スキマフェス』でライブ初披露となった。
テレビの音楽番組では、2024年7月22日に放送のTBS系『CDTVライブ!ライブ!』でフルサイズかつテレビ初披露となり、8月3日に放送の日本テレビ系『with MUSIC』では「サマータイムシンデレラ」とともに披露された。その後8月30日に放送のテレビ朝日系『ミュージックステーション』や9月9日や同月30日に放送のTBS系『CDTVライブ!ライブ!』、10月4日に放送のNHK総合『あさイチ』、12月16日に放送のTBS系『CDTVライブ!ライブ! クリスマスSP』でも披露された。

## クレジット
※出典
- 長屋晴子 – Vocal, Chorus
- 小林壱誓 – Guitars, Chorus
- peppe – Piano, Keyboards, Chorus
- 穴見真吾 – Bass, Chorus
- LASTorder – Programming
- 比田井修 – Drums
- 吉田宇宙ストリングス – Strings
- 村上宣之 – Recording & Mixing

## チャート成績
| チャート (2024年)                      | 最高位 |
| -------------------------------------- | ------ |
| Japan Download Songs (Billboard JAPAN) | 15     |
| Japan Hot Shot Songs (Billboard JAPAN) | 18     |
| 日本 (オリコンデジタルシングル)        | 15     |